# Stevedore-Knoten

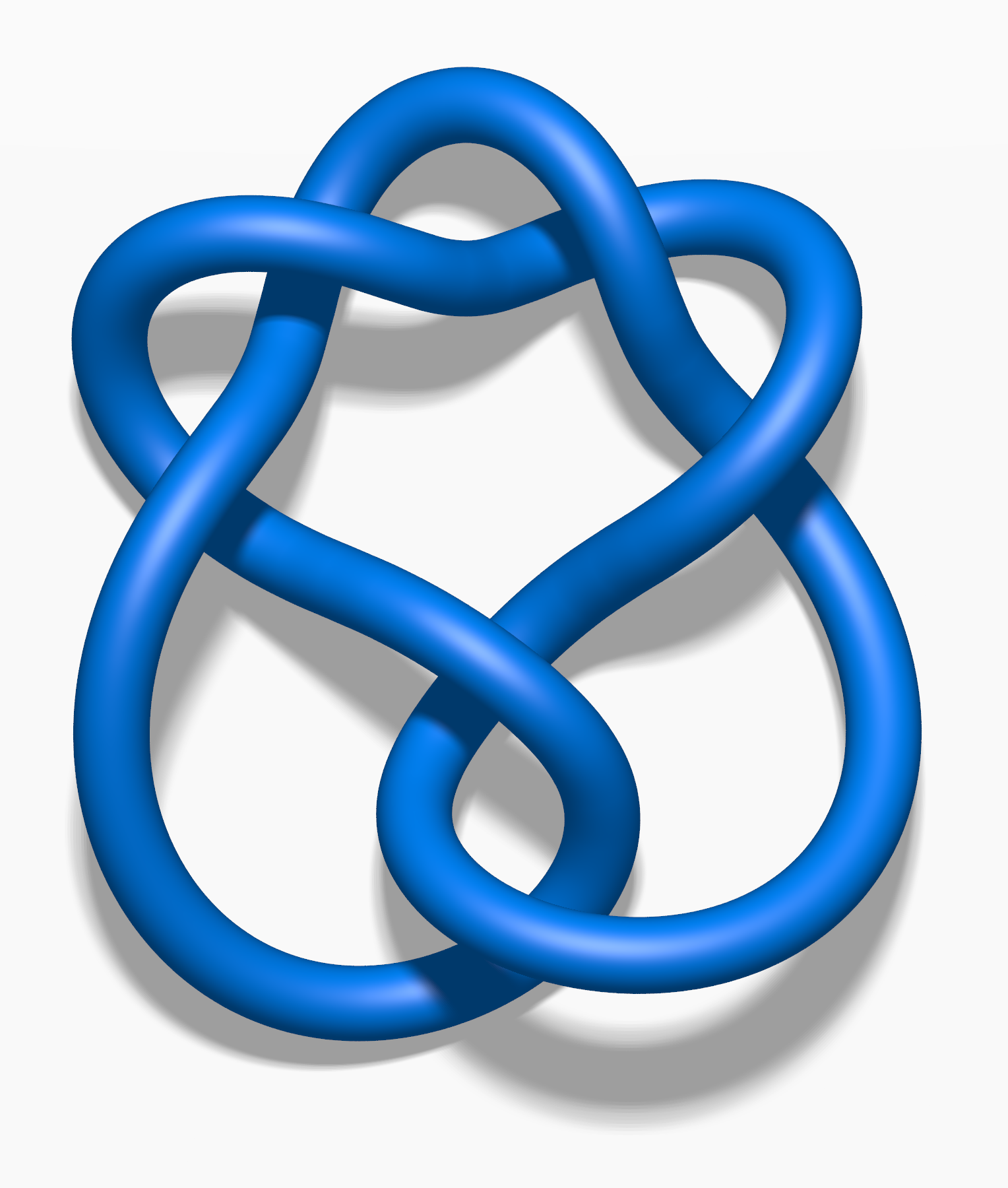

In der Mathematik ist Stevedore-Knoten die Bezeichnung für den Knoten {\displaystyle 6_{1}}.

## Eigenschaften
Der Stevedore-Knoten ist ein Primknoten.
Er ist der Abschluss des Zopfes {\displaystyle \sigma _{1}^{-1}\sigma _{2}\sigma _{1}^{-1}\sigma _{3}\sigma _{2}^{-1}\sigma _{3}\sigma _{2}}.
Der Stevedore-Knoten ist invertierbar, aber nicht amphichiral.
Sein Alexander-Polynom ist {\displaystyle -2t+5-2t^{-1}}. Sein Jones-Polynom ist {\displaystyle t^{2}-t+2-2t^{-1}+t^{-2}-t^{-3}+t^{-4}}.
Er ist ein Bandknoten und damit auch ein Scheibenknoten.
Er ist ein hyperbolischer Knoten vom Volumen 3,16... .

## Seemannsknoten

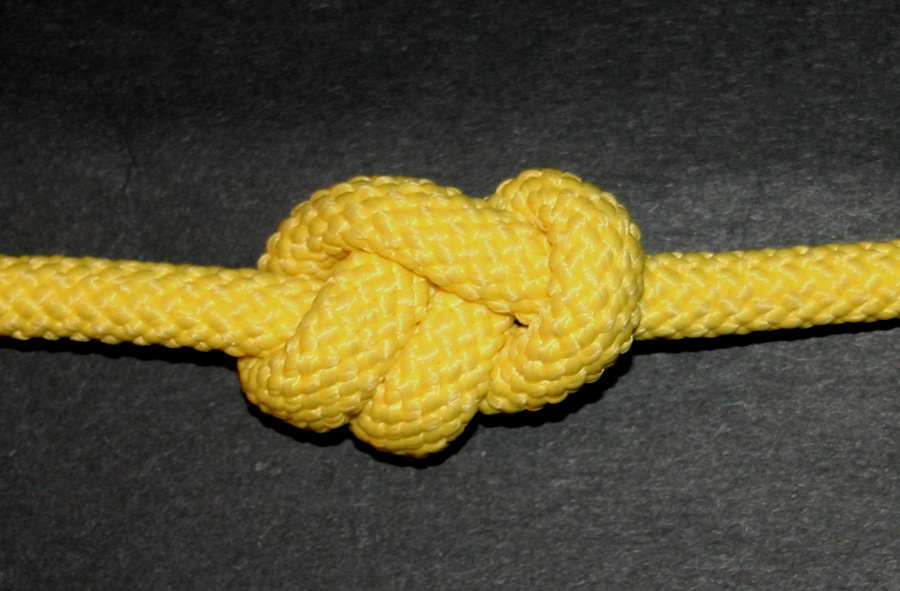
Stevedore-Knoten als Stopperknoten

In einer abgewandelten Form wird der Knoten in der Seefahrt als Stopperknoten verwendet.